# Ho!
Ho!는 대한민국의 만화가 억수씨가 네이버 웹툰에 연재중인 일요웹툰이다. 2015년 8월 30일 기준으로 40화까지 연재된 후 완결되었다. 2015년 9월 6일에 마지막화 99화를 공개함으로써 실제 마지막 연재는 9월 6일 99화이다.

## 원작
Ho!의 원작은 일본 2ch에 연재된 「娘さんください」って言いに行くんだw」이다.

## 같이 보기
- 네이버 웹툰 목록